# Parking (película de 2019)
Parking es una película de drama romántico de 2019 dirigida por Tudor Giurgiu. Está basada en la novela Apropierea, de Marin Mălaicu-Hondrari, quien coescribió el guion junto a Tudor Giurgiu. La cinta está protagonizada por Mihai Smarandache, Belén Cuesta, Ariadna Gil y Luis Bermejo .

## Trama
La historia está ambientada en 2002 y gira en torno a Adrian (Mihai Smarandache), un inmigrante indocumentado rumano que trabaja como guardia de seguridad en un estacionamiento de Córdoba, España.El propietario (Luis Bermejo) es un ser estrafalario que conecta a la perfección con Adrián, pero poco a poco deja ver una faceta menos conocida, que acabará con el negocio y su propia salud.

## Reparto
- Mihai Smarandache : Adrián[2]
- Belén Cuesta : María[2]
- Luis Bermejo : Rafael[2]
- Ariadna Gil[2]
- Manuel Bandera[2]

## Producción
La película tiene una producción internacional, con la participación de empresas como Libra Film junto a La Claqueta PC, Tito Clint Movies y Evolution Films, con el apoyo de MEDIA, Eurimages, CNC, la Junta de Andalucía y Canal Sur TV .

## Estreno
La película se estrenó el 14 de junio de 2019 como inauguración del 18º Festival Internacional de Cine de Transilvania (TIFF). Apareció también bajo demanda en la plataforma Filmin el 15 de mayo de 2020.

## Premios y nominaciones
Estuvo nominada a ocho categorías en los Premios Gopo 2020, incluida Mejor Película.